# Bianchi (equipa ciclista 1973-1984)
A equipa Bianchi foi um equipa ciclista italiana, de ciclismo de estrada que competiu entre 1973 a 1984.
Nasceu como sucessor do Salvarani e herdeiro da antigo Bianchi. Entre os seus principais sucessos destacam dois Giro d'Italia por parte de Felice Gimondi e Johan De Muynck.

## Corredor melhor classificado nas Grandes Voltas
| Ano  | Giro d'Italia            | Tour de France           | Volta a Espanha        |
| ---- | ------------------------ | ------------------------ | ---------------------- |
| 1958 | 26.º Gilberto Dall'Agata | -                        | -                      |
| 1959 | 23.º Rino Benedetti      | -                        | -                      |
| 1960 | 5.º Jos Hoevenaers       | -                        | -                      |
| 1961 | 36.º Aldo Moser          | -                        | -                      |
| 1962 | 11.º Antonio Suárez      | 48.º Guido Boni          | -                      |
| 1963 | 5.º Diego Ronchini       | -                        | -                      |
| 1964 | 4.º Vittorio Adorni      | 10.º Vittorio Adorni     | 27.º Lorenzo Carminati |
| 1965 | 1.º Vittorio Adorni      | 1.º Felice Gimondi       | -                      |
| 1966 | 5.º Felice Gimondi       | -                        | -                      |
| 1967 | 1.º Felice Gimondi       | -                        | -                      |
| 1968 | 3.º Felice Gimondi       | -                        | 1.º Felice Gimondi     |
| 1969 | 1.º Felice Gimondi       | 4.º Felice Gimondi       | -                      |
| 1970 | 2.º Felice Gimondi       | 8.º Antoine Houbrechts   | -                      |
| 1971 | 7.º Felice Gimondi       | 12.º Primo Mori          | -                      |
| 1972 | 8.º Felice Gimondi       | 2.º Felice Gimondi       | -                      |
| 1973 | 2.º Felice Gimondi       | -                        | -                      |
| 1974 | 3.º Felice Gimondi       | -                        | -                      |
| 1975 | 3.º Felice Gimondi       | 6.º Felice Gimondi       | -                      |
| 1976 | 1.º Felice Gimondi       | -                        | -                      |
| 1977 | 15.º Felice Gimondi      | 38.º Giovanni Cavalcanti | -                      |
| 1978 | 1.º Johan De Muynck      | -                        | -                      |
| 1979 | 5.º Silvano Contini      | 27.º Knut Knudsen        | -                      |
| 1980 | 4.º Tommy Prim           | -                        | -                      |
| 1981 | 2.º Tommy Prim           | -                        | -                      |
| 1982 | 2.º Tommy Prim           | -                        | -                      |
| 1983 | 15.º Tommy Prim          | -                        | -                      |
| 1984 | 34.º Silvano Contini     | -                        | -                      |

## Principais resultados
- Giro de Lombardia: Felice Gimondi (1973)
- Milão-Sanremo: Felice Gimondi (1974)
- Grande Prêmio do lado de Argòvia: Giacinto Santambrogio (1974)
- Giro dos Apeninos: Fabrizio Fabbri (1975), Gianbattista Baronchelli (1980,1981, 1982)
- Paris-Bruxelas: Felice Gimondi (1976), Tommy Prim (1983)
- Milano-Torino: Rik Van Linden (1977), Paolo Rosola (1984)
- Giro di Sardegna: Knut Knudsen (1978)
- Giro da Romagna: Valerio Lualdi (1978), Alfons De Wolf (1983)
- Tirreno-Adriático: Knut Knudsen (1979), Tommy Prim (1984)
- Giro do Lacio: Silvano Contini (1979, 1983), Gianbattista Baronchelli (1981), Dag Erik Pedersen (1982)
- Grande Prêmio de Frankfurt: Gianbattista Baronchelli (1980)
- Volta ao País Basco: Silvano Contini (1981)
- Volta à Romandia: Tommy Delgado (1981)
- Giro de Toscana: Gianbattista Baronchelli (1981), Alfons De Wolf (1983)
- Liège-Bastogne-Liège: Silvano Contini (1982)
- Tour de Umbria: Gianbattista Baronchelli (1982)
- Volta à Suécia: Tommy Prim (1982, 1983)
- Omloop Het Nieuwsblad: Alfons De Wolf (1983)

### Às grandes voltas
- Giro d'Italia
  - 12 participações (1973, 1974, 1975, 1976, 1977, 1978, 1979, 1980, 1981, 1982, 1983, 1984)
  - 33 vitórias de etapa:
    - 3 1973: Martín Emilio Rodríguez, Felice Gimondi, Marino Basso
    - 1 1974: Marino Basso
    - 3 1975: Rik Van Linden, Felice Gimondi, Martín Emilio Rodríguez
    - 4 1976: Rik Van Linden (2), Fabrizio Fabbri, Felice Gimondi
    - 2 1977: Rik Van Linden, Giacinto Santambrogio
    - 4 1978: Rik Van Linden (3), Johan De Muynck
    - 1 1979: Knut Knudsen
    - 3 1980: Silvano Contini, Gianbattista Baronchelli, Tommy Prim
    - 5 1981: Knut Knudsen (3), Serge Parsani, Gianbattista Baronchelli
    - 3 1982: Silvano Contini (3)
    - 3 1983: Alf Segersall, Alessandro Paganessi, CRE
    - 1 1984: Paolo Rosola

  - 2 classificação finais:
    - Felice Gimondi: 1976
    - Johan De Muynck: 1978

  - 6 classificações secundárias:
    - Classificação dos jovens: Silvano Contini (1979), Tommy Delgado (1980)
    - Classificação por equipas: (1978, 1980, 1981, 1982)
- Tour de France
  - 3 participações (1975, 1977, 1979)
  - 7 vitórias de etapa:
    - 5 1975: Rik Van Linden (3), Felice Gimondi, Giacinto Santambrogio
    - 1 1977: Giacinto Santambrogio
    - 1 1979: Sergio Parsani

  - 0 classificação finais:
  - 1 Classificações secundárias:
    - Classificação por pontos: Rik Van Linden (1975)
- Volta a Espanha
  - 0 participações